# Invitation à un grand sacrifice
L'Invitation à un grand sacrifice est un passage de l'Ancien Testament, dans le livre d'Ézéchiel, qui aborde le sujet de la justice divine et du renouveau voulu par Dieu.

## Texte
Livre d'Ézéchiel, chapitre 39, versets 17 à 21 :
« Et toi, fils de l'homme, ainsi parle le Seigneur, l'Éternel: Dis aux oiseaux, à tout ce qui a des ailes, Et à toutes les bêtes des champs : Réunissez-vous, venez, rassemblez-vous de toutes parts, Pour le sacrifice où j'immole pour vous des victimes, Grand sacrifice sur les montagnes d'Israël ! Vous mangerez de la chair, et vous boirez du sang. Vous mangerez la chair des héros, Et vous boirez le sang des princes de la terre, Béliers, agneaux, boucs, Taureaux engraissés sur le Basan. Vous mangerez de la graisse jusqu'à vous en rassasier, Et vous boirez du sang jusqu'à vous enivrer, À ce festin de victimes que j'immolerai pour vous. Vous vous rassasierez à ma table de la chair des chevaux et des cavaliers, De la chair des héros et de tous les hommes de guerre, Dit le Seigneur, l'Éternel. Je manifesterai ma gloire parmi les nations ; Et toutes les nations verront les jugements que j'exercerai, Et les châtiments dont ma main les frappera. »
Traduction d'après la Bible Louis Segond.